# Михайловка (Наровлянский район)
Михайловка (бел. Міхайлаўка) — упразднённая деревня в Кировском сельсовете Наровлянского района Гомельской области Беларуси.
В связи с радиационным загрязнением после катастрофы на Чернобыльской АЭС жители (57 семей) переселены в 1986 году в чистые места, преимущественно в деревню Прибудок Жлобинского района.
Около деревни месторождение железняка. На востоке, севере и западе граничит с лесом.

## География

### Расположение
На территории Полесского радиационно-экологического заповедника.
В 21 км на юг от Наровли, 46 км от железнодорожной станции Ельск (на линии Калинковичи — Овруч), 199 км от Гомеля.

## Транспортная сеть
На автодороге Углы — Чапаевка. Планировка состоит из дугообразной улицы, ориентированной с юго-запада на северо-восток. Застройка двусторонняя, плотная, деревянная, усадебного типа.

## История
По письменным источникам известна с XVIII века как поселение в Мозырском повете Минского воеводства Великого княжества Литовского. После 2-го раздела Речи Посполитой (1793 год) в составе Российской империи. В 1850 году во владении помещицы Ванчевской. В 1908 году в Дерновичской волости Речицкого уезда Минской губернии. В 1931 году организован колхоз, работала кузница. Во время Великой Отечественной войны освобождена 27 ноября 1943 года. 40 жителей погибли на фронте. В 1986 году была в составе совхоза «Партизанский» (центр — деревня Углы). Имелись клуб и магазин.

## Население

### Численность
- 1986 год — жители (57 семей) переселены.

### Динамика
- 1795 год — 3 двора, 20 жителей.
- 1850 год — 19 дворов, 136 жителей.
- 1908 год — 32 двора, 252 жителя.
- 1959 год — 290 жителей (согласно переписи).
- 2004 год — 57 дворов, 109 жителей.
- 1986 год — жители (57 семей) переселены.